# Septembre 1936

## Événements
- Les communistes français retirent leur soutien au gouvernement.
- Le Komintern approuve la création des Brigades internationales en Espagne.
- 1er septembre : décès de Pepita Laguarda Batet, la plus jeune soldate morte au combat durant la guerre d'Espagne.
- 4 septembre : Francisco Largo Caballero forme un gouvernement composé de républicains, de socialistes et de communistes.
- 5 et 6 septembre : bataille de Cerro Muriano.
- 9 septembre : 
  - Accords Viénot sur l'indépendance de la Syrie. Le protocole français prévoyant l’indépendance de la Syrie dans un délai de trois ans est signé à Paris. Il garantit l’entrée de la Syrie à la SDN. La France conserve des facilités militaires pour 25 ans. Des troupes françaises seront stationnées chez les Druzes et les Alaouites pendant cinq ans.
  - Conférence de Londres sur la non intervention en Espagne.
- 13 septembre : Grand Prix automobile d'Italie.
- 14 septembre : congrès de Nuremberg. Hitler annonce la prolongation du service militaire à deux ans, un nouveau plan économique pour accélérer le réarmement, la volonté de régler les comptes avec le bolchevisme…
- 15 septembre : les nationalistes espagnols prennent Irun.
- 16 septembre : Islande : Le Commandant Jean-Baptiste Charcot décède à la suite du naufrage de son bateau Le Pourquoi Pas ?.
- 21 septembre : Franco est choisi comme général en chef par les nationalistes espagnols.
- 22 septembre : le premier prototype du chasseur Loire-Nieuport LN 161 s'écrase, tuant le pilote (Capitaine Coffinet).
- 25 septembre : 
  - Nikolaï Iejov prend la tête du NKVD. Début des Grandes Purges en Union soviétique.
  - Le premier trimoteur Junkers Ju 52 abattu en Espagne est victime d'un chasseur Loire 46.
- 26 septembre : dévaluation de 29 % du franc français.
- 27 septembre : 
  - Échec de la politique déflationniste aux Pays-Bas. Abandon de l’étalon-or, qui permet la reprise grâce à la dépréciation du florin (-20 %).
  - Espagne : l'arrivée des troupes nationalistes, met fin au siège de l’Alcázar de Tolède.
- 28 septembre : record d'altitude pour le pilote britannique Swain sur un Bristol 138 : 15 223 m.
- 29 septembre : la « Junta de Defensa Nacional » nomme le général Franco Chef de gouvernement provisoire de Burgos et Commandant des forces armées.
- 29 septembre au 1er octobre : course aérienne britannique entre Londres et Johannesburg. Neuf équipages au départ, un seul à l'arrivée.
- 30 septembre : premier tour du monde aérien pour un passager. Le journaliste américain H.R. Ekins rejoint l'Europe en dirigeable puis poursuit son périple en avion sur des vols KLM, KNILM, Pan American, United Airlines et TWA.

## Naissances
- 2 septembre : François Bacqué, évêque catholique français, nonce apostolique au Sri Lanka (en), puis en République dominicaine (en) et en Porto Rico (en) et enfin aux Pays-Bas (en) († 9 novembre 2023).
- 5 septembre : Alcee Hastings, homme politique américain († 6 avril 2021).
- 7 septembre : Buddy Holly, chanteur américain de rock 'n' roll († 3 février 1959).
- 9 septembre : Murray Lee Eiland, auteur, universitaire et chercheur américain.
- 14 septembre :
  - Raúl Díaz Argüelles, colonel des Forces armées cubaines († 11 décembre 1975).
  - Justín Javorek, footballeur tchécoslovaque († 15 septembre 2021).
  - Walter Koenig, acteur américain.
  - Alexandre Kouchner, poète russe.
  - Mário Lira, arbitre chilien de football.
  - Anatoliy Mikhailov, athlète russe.
  - Ferid Murad, biologiste et pharmacologiste américain d'origine albanaise († 4 septembre 2023).
  - Juhani Pallasmaa, architecte finlandais.
  - Roy Peterson, dessinateur caricaturiste de presse canadien († 29 septembre 2013).
  - Lucas Samaras, artiste plasticien américain d'origine grecque.
  - Toshiko Sawada, Seiyū et narratrice japonaise.
  - Nicol Williamson, acteur britannique († 16 décembre 2011).
- 17 septembre : Rolf Orthel, réalisateur et producteur néerlandais.
- 19 septembre : Al Oerter, athlète américain († 1er octobre 2007).
- 21 septembre : Sunny Murray, batteur de jazz américain († 7 décembre 2017).
- 23 septembre : Sylvain Saudan, skieur suisse († 14 juillet 2024).
- 25 septembre : Moussa Traoré, homme politique malien, président du Mali de 1968 à 1991 († 15 septembre 2020).
- 26 septembre : Joseph Doré, évêque catholique français, archevêque de Strasbourg.
- 29 septembre : Silvio Berlusconi, homme d'affaires  et homme politique italien, Président du Conseil et sénateur († 12 juin 2023).

## Décès
- 1 septembre : Pepita Laguarda Batet, première soldate mort sur le front de la guerre d'Espagne.
- 7 septembre : Erich Büttner, peintre allemand (° 7 octobre 1889).
- 13 septembre : Marguerite Turner, peintre française (° 10 avril 1863).
- 16 septembre : Jean-Baptiste Charcot, explorateur français, dans le naufrage du Pourquoi pas ?
- 17 septembre : Henry Le Chatelier, chimiste français.
- 21 septembre : Antoine Meillet, linguiste français.
- 29 septembre : Le prince Alphonse-Charles de Bourbon (87 ans), duc de San Jaime, aîné des Capétiens et chef de la maison de France.